# DD Osama
DD Osama, właściwie David DeShaun Reyes (ur. 29 listopada 2006 w Nowym Jorku) – amerykański raper i autor tekstów z Harlemu. Współpracował z znanymi artystami takimi jak Lil Durk, NLE Choppa, SoFaygo czy Lil Mabu. Jego najpopularniejszy hit „EVIL EMPIRE” (2024) uplasował się na 75 miejscu na liście przebojów w Wielkiej Brytanii. Jego utwory odsłuchane zostały łącznie ponad 750 milionów razy w różnych serwisach streamingowych.

## Życiorys
W 2021 roku Reyes wydał swój pierwszy oficjalny utwór „Aftermath” we współpracy wraz ze swoim bratem Ethanem Reyesem, znanym pod pseudonimem scenicznym Notti Osama, oraz innym raperem Blockwork.
W lipcu 2022 roku jego 14-letni brat, Notti Osama, został dźgnięty nożem na skutek czego zmarł. Śmierć jego brata doprowadziła do wzrostu popularności ich wspólnego utworu „Dead Opps” i powstania utworu E.4.N (Everything for Notti). 
W grudniu 2022 roku DD Osama i inny nowojorski raper Lil Mabu wydali singel „Throw” wraz z towarzyszącym mu teledyskiem. W lutym 2023 roku współpracował z raperką Coi Leray. Wydali razem piosenkę zatytułowaną „Upnow”. 12 maja 2023 r. wydał swój debiutancki mixtape Here 2 Stay. 
W sierpniu 2023 roku Reyes wyruszył w trasę koncertową „Sorry for the Drought” z Lil Durkiem.
Komercyjny sukces nadszedł w kwietniu 2024 roku wraz z wydaniem piosenki „EVIL EMPIRE” we współpracy z Lil Mabu. Utwór uplasował się na 75 miejscu na liście przebojów w Wielkiej Brytanii. 16 października 2024 roku Reyes wydał drugi mixtape zatytułowany Before the Album. 24 października wystąpił na otwarciu John Glaser Arena na Uniwersytecie La Salle w Filadelfii.
Jest związany z gangiem OY (Original Youngins).

## Dyskografia

### Mixtape
| Tytuł            | Informacje                                                                                   |
| ---------------- | -------------------------------------------------------------------------------------------- |
| Here 2 Stay      | - Wydany: 12 maja 2023 - Wytwórnia: Alamo, SME - Format: Digital download, streaming         |
| Before The Album | - Wydany: 16 października 2024 - Wytwórnia: Alamo, SME - Format: Digital download, streaming |